# 林奉行
林奉行（はやしぶぎょう）は、江戸幕府における職名の1つ。幕府直轄の山林を掌り、材木の伐採や検分、運搬などをその職務とした。勘定奉行の支配で、焼火之間詰。100俵高の持高勤めで、当初は役扶持があったが後に廃止された。定員は4人から6人。
部下として手代（30俵2人扶持）と手代見習（15俵1人扶持）が付属。正徳期の分限帳では奉行4人に手代10人・同心4人・山役人が16人付属とあり、寛政年間の『武鑑』では奉行2人に手代8人ずつ、安政3年（1856年）の『会計便覧』によれば奉行16人に手代9人付属と記されており、その人員は一定しなかった。
御鳥見役からこの職に就き、のちに作事下奉行や御細工頭へ進んだとある。

## 沿革
貞享2年（1685年）6月10日、勘定役4人が良材の巡察を命じられたのが、奉行職設置の始まり。
当初は定員4人だったが、享保9年（1724年）から同10年（1725年）に2人になり、幕末期には16人前後に増加した。
役扶持として7人扶持から10人扶持が支給されていたが、明和7年（1770年）に役扶持支給は廃止された。